# Општина Бород (Бихор)
Бород (рум. Borod) општина је у Румунији у округу Бихор.
Општина се налази на надморској висини од 372 m.